# Кай (острови)
Кай (на индонезийски: Kepulauan Kei) са група острови в най-източната част на Молукските острови, съставна част на групата острови Селатан-Тимур. Разположени са между Арафурско море (на юг и изток), море Банда (на запад) и море Серам (на север), югозападно от остров Нова Гвинея. Островите принадлежат на Индонезия. Общата им площ възлиза на 1286 km². Състоят се от два големи острова: Кай Бесар (550 km²) и Кай Кечил (399 km²) и множество по-малки. Кай-Бесар е типичен вулканичен остров с максимална височина до 800 m, покрит с гъсти тропически гори. Кай Кечил е нисък коралов остров с малки горички от кокосови палми. Основен поминък на населението е риболовът и отглеждането на батати, царевица, ориз, тютюн.